# Jessie Keppie

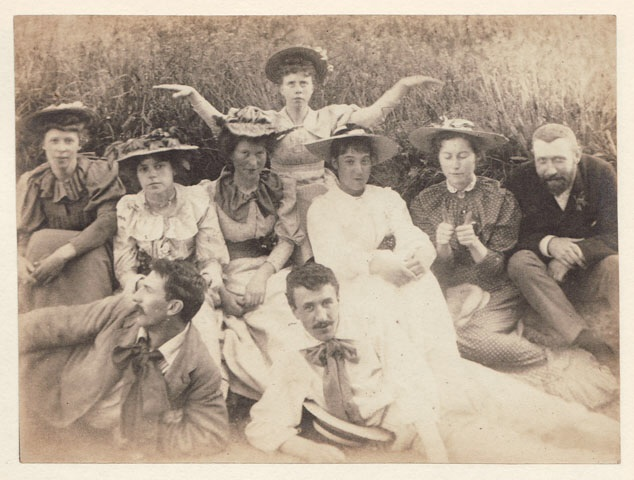
Künstlergruppe „The Immortals“ um 1894 – hinten: Frances MacDonald; mittlere Reihe (v. l. n. r.): Margaret Macdonald, Katharine Cameron, Janet Aitken, Agnes Raeburn, Jessie Keppie, John Keppie; vordere Reihe (v. l. n. r.): Herbert McNair, Charles Rennie Mackintosh

Jessie Keppie (* 1868 in Glasgow; † 1951 in Prestwick) war eine schottische Malerin.

## Leben
Jessie Keppie wurde 1868 als Tochter von James Keppie, einem wohlhabenden Tabakimporteur, der aus Haddington stammte und Häuser in Hillhead und Prestwick besaß, sowie Helen Cuthbertson, geborene Hopkins, aus Galston, Ayrshire, geboren. Sie hatte zwei ältere Brüder, einer war der Architekt John Keppie, und drei Schwestern. Keppie studierte von 1888 bis 1899 an der Glasgow School of Art. Bereits 1888 zu Beginn ihres Studiums gewann sie bei den National Competitions in Kensington eine Silbermedaille für ihren Entwurf eines Perserteppichs. An diesem jährlichen Wettbewerb beteiligten sich Tausende Studierende aller Kunstschulen im Vereinigten Königreich.
Keppie war Teil der Künstlergruppe der Glasgow School um Charles Rennie Mackintosh, mit dem sie möglicherweise kurzfristig verlobt war, und der sogenannten „Immortals“, zu denen auch Agnes Raeburn, Margaret Macdonald Mackintosh, Jessie Newbery, Ruby Pickering, Katharine Cameron, Janet Aitken und Frances McNair gehörten. Sie zählte zu den führenden Vertreterinnen des Glasgow-Stils. Sie war Mitglied der Scottish Guild of Handicraft und der Glasgow Society of Lady Artists, zuletzt von 1928 bis 1931 als deren Präsidentin.
Jessie Keppie blieb unverheiratet und lebte im Haushalt ihres Bruders John. Sie starb 1951 und wurde in Prestwick in einem Familiengrab neben ihrem Bruder und weiteren Familienangehörigen bestattet.

## Werk
Keppie arbeitete mit Aquarellfarben und malte Landschaften und Blumen in Nass-in-Nass-Technik, wahrscheinlich beeinflusst von Arthur Melville.
Im Oktober 1896 stellte Keppie eine gemeinsame Arbeit mit Charles Rennie Mackintosh bei der 5. Arts and Crafts Exhibition Society in London aus. Zwischen 1901 und 1939 wurden 13 ihrer Werke in der Royal Scottish Academy und 101 in der Zeit von 1892 und 1951 im Royal Glasgow Institute of the Fine Arts ausgestellt.